# ビブロス
座標: 北緯34度07分25秒 東経35度39分04秒 / 北緯34.12361度 東経35.65111度

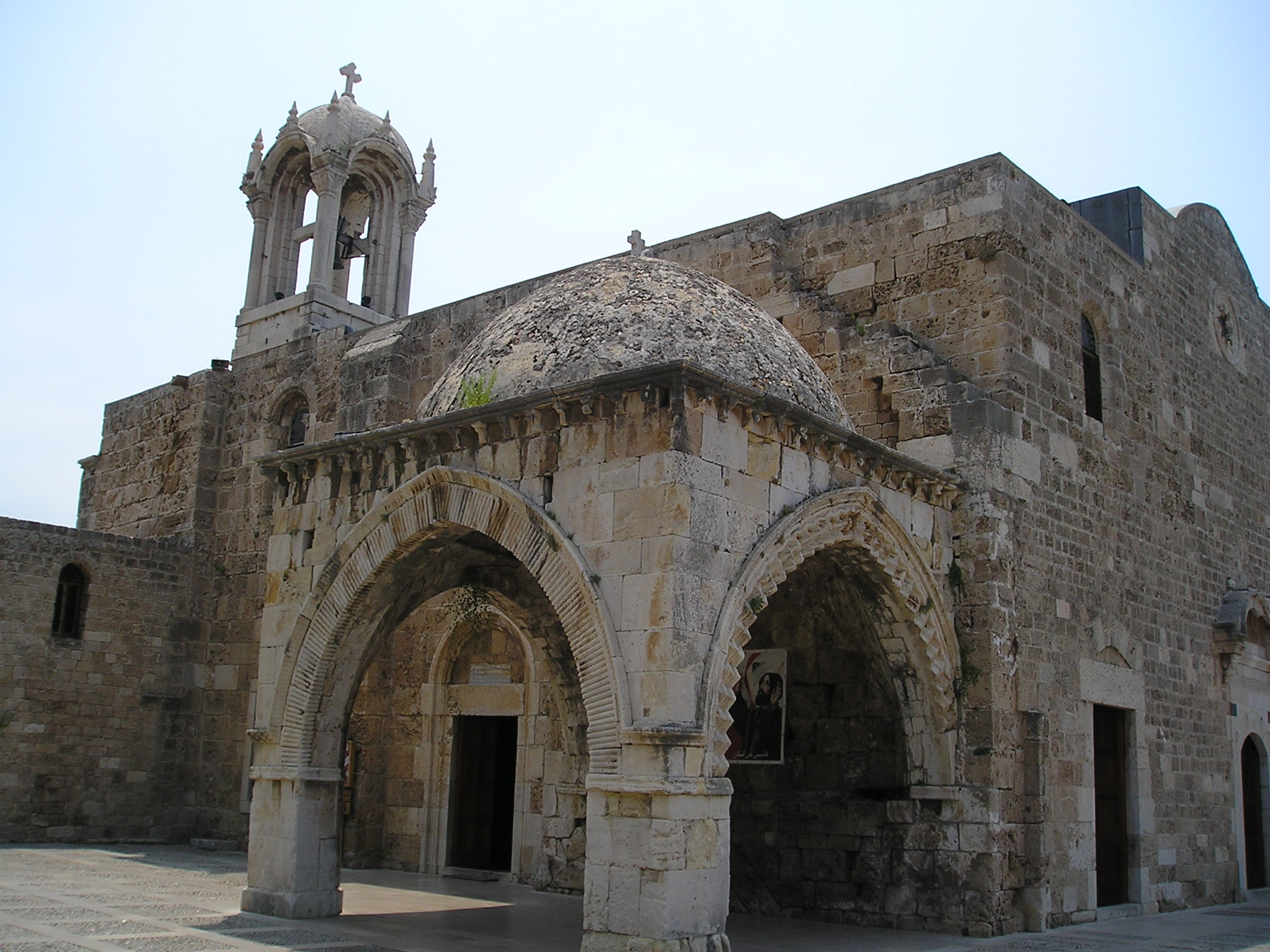
聖ヨハネ洗礼教会

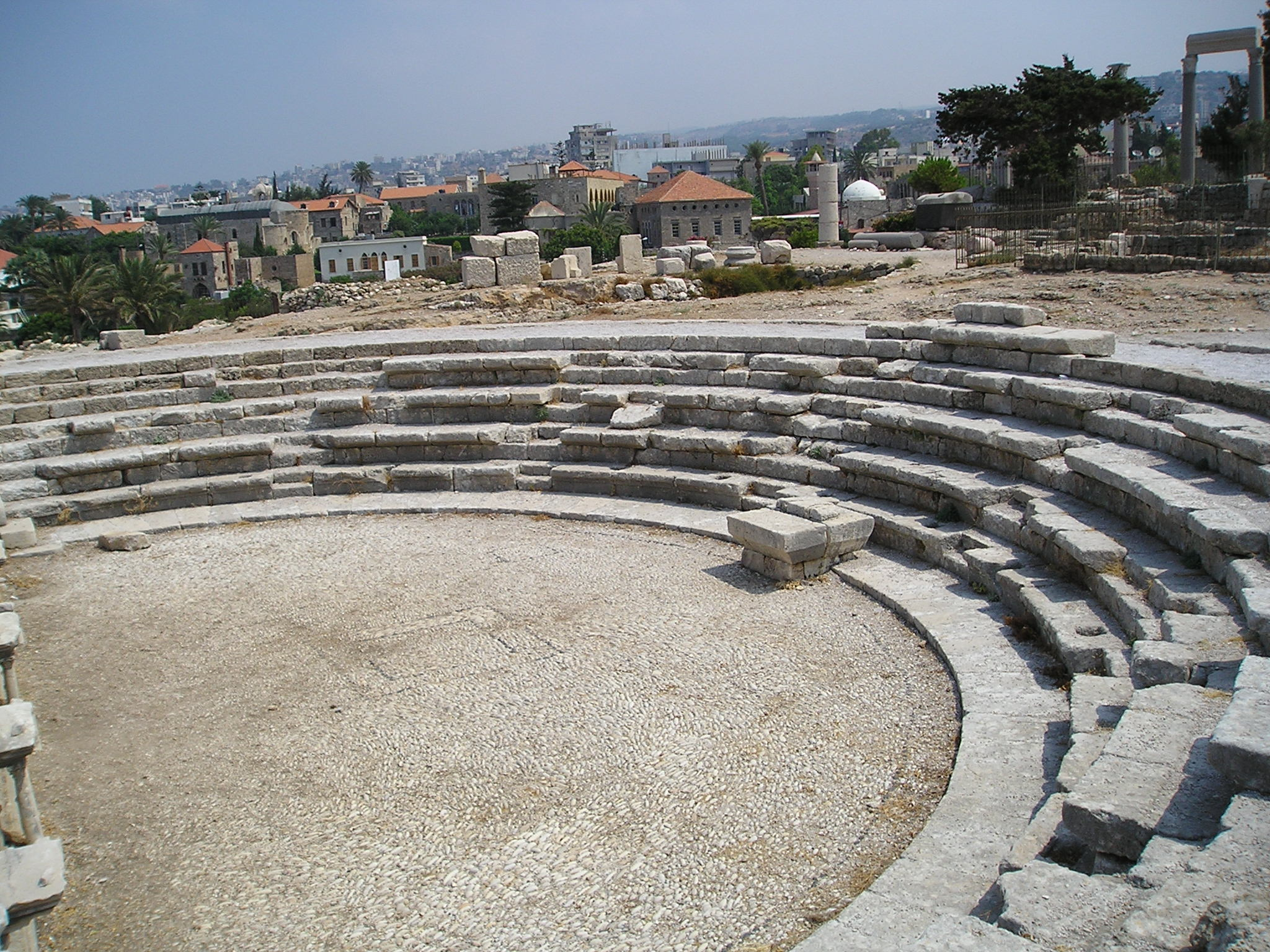
ローマ劇場

ビブロス（ギリシャ語：Βύβλος、ラテン文字表記：Byblos）は、レバノンの首都であるベイルートの北方約30kmにある地中海沿岸の都市。古代にはフェニキア人の都市として栄えた。「ビブロス」はギリシャ人がつけた呼び名で、本来は「グブラ」のちに「ゲバル」。現在はジュベイル（Jbeil）と呼ばれている。遺跡群はユネスコの世界遺産（文化遺産）に登録されている。

## 概要
ビブロスは、フェニキア人の発祥の地として有名。アルファベットの元になったフェニキア文字もこの地で生まれた。このことからアルファベット発祥の地と言われることもある。紀元前3千年紀の前半には、守護神であるバアラト・ゲバルを祀った神殿が発見されており、フェニキア人が居住し始めたと言われている。フェニキア人は、ビブロスの東に位置するレバノン山脈に自生するレバノン杉を資源として活用した。レバノン杉は船や建築物の資材として適しており、樹脂も利用された。フェニキア人はビブロスからレバノン杉をエジプトへ輸出し、地中海貿易の主役へと躍り出た。
後、紀元前1世紀中頃にはローマ帝国の支配下に入り、紀元395年以降この地は東ローマとなる。東ローマは古代ローマ帝国の体制を受け継ぎキリスト教を国教としていたが、7〜8世紀にかけてのイスラム帝国やスラヴ人などの侵入により、徐々にヘレニズムとローマ法、正教会の影響を受けてビザンティン文化圏となる。12世紀に入ると、神聖ローマ帝国からの十字軍を迎え撃つべく要塞化されるが、その後は、ベイルートなどに交易の拠点の地位を奪われ、衰退の道をたどった。
「ビブロス」という呼称は、ギリシャ語でパピルスを意味するもう一つの語 βύβλος に由来するといわれる（「パピルス」自体がギリシャ語）。これは、ビブロスが長い間エジプトの支配下にあり、当地の港からエジプトにレバノン杉材が輸出され、その代価としてパピルスなどが輸入され、さらにそのパピルスがこの都市を経由してギリシャなどに運ばれていたので、ギリシャでは紙は原産地のエジプトではなく、積出港のビブロスとして知られた。やがてパピルスを意味するビブロスから「ビブリオン」（本）という言葉ができ、さらに「ビブル」（聖書）が生まれたという。
逆に都市の名前がパピルスの意味を持つようになったとする説もある。この説では、それがのちに書物の意に転じて、結果としてこの都市が「バイブル」(聖書)の語源になったという。
ビブロスは、ナポレオン3世が1860年にドルーズ派イスラム教徒によるキリスト教徒虐殺事件をきっかけにレバノンに出兵した際、同行した学者によって再発見された。同地では、十字軍が12世紀頃に建てた城とその隣にあるフェニキア時代の集落遺跡やローマ時代の街の遺跡が残っている。
ビブロスで発掘された出土品のほとんどは、ベイルートの国立博物館に移されている。

## 主な史跡
- オベリスク神殿

## 登録基準
この世界遺産は世界遺産登録基準のうち、以下の条件を満たし、登録された（以下の基準は世界遺産センター公表の登録基準からの翻訳、引用である）。
- (3) 現存するまたは消滅した文化的伝統または文明の、唯一のまたは少なくとも稀な証拠。
- (4) 人類の歴史上重要な時代を例証する建築様式、建築物群、技術の集積または景観の優れた例。
- (6) 顕著で普遍的な意義を有する出来事、現存する伝統、思想、信仰または芸術的、文学的作品と直接にまたは明白に関連するもの（この基準は他の基準と組み合わせて用いるのが望ましいと世界遺産委員会は考えている）。